# أندرياس غروبر
أندرياس غروبر (بالألمانية: Andreas Gruber) (و. 1954  م) هو مخرج أفلام، وكاتب سيناريو، وأستاذ جامعي نمساوي، ولد في فيلز.

## وصلات خارجية
- أندرياس غروبر على موقع IMDb (الإنجليزية)
- أندرياس غروبر على موقع ألو سيني (الفرنسية)
- أندرياس غروبر على موقع أول موفي (الإنجليزية)
- أندرياس غروبر على موقع قاعدة بيانات الفيلم (الإنجليزية)
- أندرياس غروبر على موقع كينوبويسك (الروسية)